# Rogue Warfare
Rogue Warfare es una película estadounidense de acción y bélica de 2019, dirigida por Mike Gunther, que a su vez la escribió, musicalizada por Jeff Francis y Coen Wolters, en la fotografía estuvo John T. Connor, los protagonistas son Will Yun Lee, Jermaine Love y Rory Markham, entre otros. El filme fue realizado por 5150 Action y Dovecheck Productions; se estrenó el 7 de noviembre de 2019.

## Sinopsis
Diferentes países suman sus fuerzas y arman un grupo de soldados de élite, su objetivo es combatir una poderosa organización terrorista.